# Добродеја Кијевска
Добродеја Мстиславна Кијевска (крштено Еупраксија [Ευπραξια] или Ирена [Ειρηνη]; умрла 16. новембра 1131) била је византијска царица удата за коцара Алексија Комнина. Била је и аутор радова из области медицине.

## Живот
Рођена у Кијеву на почетку 12. века. Добродеја је била ћерка Мстислав I Великог и Кристине Ингесдотер од Шведске. У или убрзо после 1122. године, удала се за Алексија Комнена, најстаријег сина и ко-цара византијског цара Јован II Комнина ( в. 1118–1143 ). Добила је титулу царице (василевс), и крштено име „Ирена“, по својој свекрви, царици Ирени од Угарске (други извори дају јој крсно име „Еупраксија“).
Она и Алексије су имали једну ћерку Марију, која је рођена око 1125.
На царском двору у Цариграду постала је део круга интелектуалки, посебно је била блиска кругу око Алексијеве тетке Ане Комнене и племкиње Ирине, познате покровитељке астролога и научника. Подстицана је да пронађе сопствени научни интерес, интензивно се образовала. Описивали су је савременици: „Није рођена у Атини, али је научила сву мудрост Грка“. Писац Теодор Балсамон је приметио да је она „показала фасцинацију методама лечења“ и да је формулисала медицинске мелеме и описала њихову ефикасност у расправи под насловом „Масти“ (грчки „Alimma“), која се сматра првим списом о медицини од стране жене. Фрагменти овог дела чувају се у Медичи библиотеци у Фиренци . Проучавала је рад античког лекара Галена, и превела нека његова дела на староруски.
Умрла је, непознатих узрока, 16. новембра 1131. Након њене смрти, верује се да се Алексиос Комненос оженио Катом од Ђурђије.